# Estação Ferroviária de Werribee
Werribee é uma estação ferroviária em Melbourne, Victoria, Austrália, localizada no subúrbio de Werribee.

## História
A Estação de Werribee abriu em 25 de junho de 1857. Cresceu para Estação Premium em 1997.